# Gontyna Kry
Gontyna Kry es un grupo de NSBM polaco de la ciudad de Koszalin. Fue uno de los primeros grupos polacos de ideología pagana en aparecer, siguiendo la estela pionera de Graveland y encuadrándose como estos en el movimiento NSBM. Al igual que ocurre con este último, su música se caracteriza por ser un híbrido de black metal y música folk eslava. Sin embargo, el sonido de Gontyna Kry resulta bastante original debido a la relativa abundancia de riffs de estilo thrash en las composiciones. Según el propio grupo, su nombre sería una fórmula en antiguo eslavo que significa «templo de la sangre».

## Historia
Gontyna Kry surgió alrededor del año 1993 en la ciudad costera de Koszalin. En los primeros años, el grupo grabó varias maquetas con un sonido muy defectuoso, en el que combinaban enérgicos ritmos de ascendencia thrash metal con medios tiempos derivados del folclore nacional y temas ambientales a la usanza de los grupos de neofolk que empezaban a surgir en el país, estrechamente relacionados con la escena metal, como Perunwit o Kraina bez Wiatru.
El grupo salió del anonimato con la publicación en 1998 de su primer disco, Welowie (Los ancestros), regrabación de una maqueta del mismo nombre aparecida un año antes. Welowie presenta ocho canciones que además de obedecer a la fórmula descrita anteriormente, se caracterizan por un método de composición muy similar al de los primeros grupos de death metal, esto es, por combinaciones de riffs que se suceden de forma cíclica variando progresivamente, imprimiendo una idea de evolución, a la manera de las sinfonías clásicas. Este trabajo obtuvo muy buenas críticas y llamó la atención de la escena underground, hasta entonces poco familiarizada con este nuevo estilo musical.
Un año después vio la luz Na pohybel chrzescijanstwu, recopilación de dos maquetas anteriores, y en 2001, un nuevo álbum llamado Krew naszych ojców (La sangre de nuestros padres), que mantenía el estilo de Welowie con composiciones más ambientales y ambiciosas, y un empleo profuso de diversos samples. Después de este disco vino en 2002 un segundo recopilatorio con todas las maquetas, hasta que en 2003 el grupo decidió disolverse. Sin embargo, al año siguiente Warterz Bard Neur, líder del grupo, lo resucitó en solitario para la grabación de la maqueta Kawaleria Swaroga (Jinetes de Svarog), preludio de un inminente álbum de título homónimo que por el momento no ha llegado a aparecer.
El estilo de Kawaleria Swaroga es muy similar al de Krew naszych ojców, con una calidad de producción sensiblemente menor, por lo que no ha suscitado expectativas demasiado optimistas. Visto el tiempo que nos separa desde la grabación de esta maqueta, es posible que el grupo se haya vuelto a disolver, esta vez de forma definitiva, aunque no ha habido declaración alguna al respecto por parte del grupo.

## Controversia
Como muchos otros grupos de ideologías paganas, Gontyna Kry, se declaró desde sus inicios simpatizante de la ideología nacionalsocialista, lo cual resulta visible por su temática neopagana, naturalista y esotérica. Esto les ha supuesto por un lado el rechazo y la aversión por parte del grueso de la escena heavy metal, por otro, la adhesión a su causa de militantes skinheads de ideología ultraderechista.

## Discografía
- Przebudzic ze snu (maqueta) - 1994
- Oblicza prawd zdradzonych dla krzyza (maqueta) - 1996
- Welowie (maqueta) - 1997
- Pusty wieczór (maqueta) - 1998
- Welowie - 1998
- Na pohybel chrzescijanstwu (recopilatorio) - 1999
- Krew naszych ojców - 2001
- Sciezka zapomnianych prawd (recopilatorio) - 2002
- Kawaleria Swaroga (maqueta) - 2004

## Antiguos miembros
- Komes Lupul Kurhan - Voz (1993-2001)
- Krut - Guitarra (1995-1998)
- Bestial Warhammer - Guitarra
- Thargelion - Guitarra
- Genthar - Bajo (1997-2002)
- Wicher - Batería (1993-1997)
- Storm - Batería
- Skowyt Wilcinus (Wened Wilk Slawibor) - Batería